# Felix Hamrin
Felix Teodor Hamrin (14 de Janeiro de 1875 — 27 de Novembro de 1937) foi um político da Suécia. Ocupou o lugar de primeiro-ministro da Suécia de 6 de Agosto de 1932 a 24 de Setembro de 1932.